# Murville
Murville ist eine französische Gemeinde mit 237 Einwohnern (Stand: 1. Januar 2022) im Département Meurthe-et-Moselle in der Region Grand Est (bis 2015 Lothringen). Sie gehört zum Arrondissement Val-de-Briey und ist Mitglied im Gemeindeverband Communauté de communes Cœur du Pays-Haut. Die Bewohner werden Murvillois und Murvilloises genannt.

## Lage
Murville liegt etwa 35 Kilometer westlich von Thionville. Umgeben wird Murville von den Nachbargemeinden Mercy-le-Haut im Norden, Malavillers im Nordosten, Mont-Bonvillers im Osten und Süden, Landres im Südwesten sowie Preutin-Higny im Westen und Nordwesten.

## Bevölkerungsentwicklung

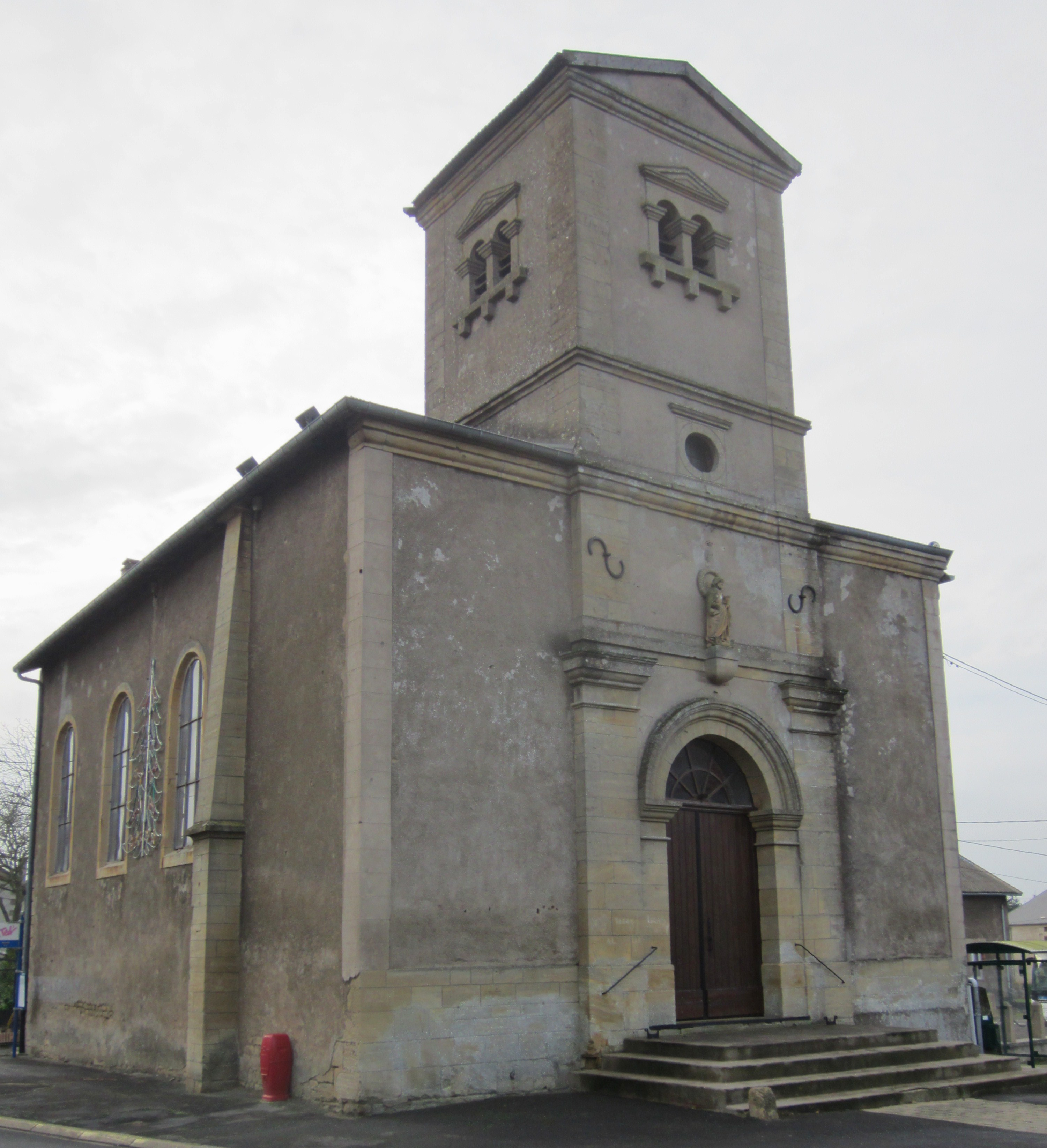
Pfarrkirche Saint-Barthélemy

| Jahr                       | 1962 | 1968 | 1975 | 1982 | 1990 | 1999 | 2006 | 2019 |
| Einwohner                  | 261  | 235  | 201  | 205  | 189  | 204  | 257  | 251  |
| Quellen: Cassini und INSEE |      |      |      |      |      |      |      |      |

## Sehenswürdigkeiten
- Pfarrkirche Saint-Barthélemy, 1827 erbaut